# Quinto Sextio
Quinto Sextio (en latín, Quintus Sextius) fue un filósofo estoico romano del siglo I a. C. Sus discursos fueron elogiados por Séneca. Nació poco antes del 70 a. C.